# Радослав Вишеславич
Радослав — сербский князь, правивший примерно с 814 по 822 год. Был преемником своего отца Вишеслава, который объединил сербские племена после их миграции на Балканы, в результате чего в VIII—IX веках образовалось государство Рашка. Его сын Просигой стал его преемником в 822 году.
Либо Радослав Вышеславич, либо его сын был правителем Сербии во время восстания Людевита Посавского (819—822) против франков. По свидетельству «Анналов королевства франков», в 822 году Людевит ушел со своего места в Сисаке к сербам куда-то в Западную Боснию которая контролировала большую часть Далмации (лат. Sorabos, quae natio magnam Dalmatiae partem obtinere dicitur).